# Anil Batra
Anil Batra (* 15. Juni 1963 in Heilbronn-Sontheim) ist ein deutscher Psychiater und Hochschullehrer. Sein Schwerpunkt ist die Suchtmedizin, insbesondere die Nikotinabhängigkeit und ihre Behandlung.

## Leben
Batra studierte von 1982 bis 1989 Medizin an der Universität Tübingen und promovierte 1989 zum Thema „Möglichkeiten der echographischen Grauwertanalyse bei pathologisch vergrösserten Milzen“.
Seit 1995 ist er Facharzt für Psychiatrie und seit 1999 Oberarzt.
Er habilitierte sich 1999 und ist seit 2008 Leiter der Sektion Suchtmedizin und Suchtforschung und stellvertretender Ärztlicher Direktor der Universitätsklinik für Psychiatrie und Psychotherapie in Tübingen.
Seit 1999 ist er Vorsitzender des Wissenschaftlichen Arbeitskreises Tabakentwöhnung (WAT) e.V., und von 2001 bis 2006 war er Vorstandsmitglied der SRNT Europe (Society for Research on Nicotine and Tobacco).
Seit 2009 ist er Leiter des Referates Suchtpsychiatrie der Deutschen Gesellschaft für Psychiatrie, Psychotherapie und Nervenheilkunde (DGPPN), und seit 2010 Präsident der Deutschen Gesellschaft für Suchtforschung und Suchttherapie (DG-Sucht).
Batra leitet aktuell die Erstellung der S3-Leitlinie „Screening, Diagnostik und Behandlung des schädlichen und abhängigen Tabakkonsums“ der Arbeitsgemeinschaft der Wissenschaftlichen Medizinischen Fachgesellschaften (AWMF).

## Werke
- mit Oliver Bilke-Hentsch: Praxisbuch Sucht : Therapie der Suchterkrankungen im Jugend- und Erwachsenenalter. Thieme, Stuttgart / New York 2012, ISBN 978-3-13-149201-2.
- Therapie der Tabakabhängigkeit. In: Deutsches Ärzteblatt. 108 (33), 2011, S. 555–564, doi:10.3238/arztebl.2011.0555.
- mit Gerhard Buchkremer: Nichtrauchen! Erfolgreich aussteigen in sechs Schritten. 3. Auflage. Kohlhammer, Stuttgart 2011, ISBN 978-3-17-021569-6.
- mit Reinhard Wassmann und Gerhard Buchkremer: Verhaltenstherapie : Grundlagen – Methoden – Anwendungsgebiete. Thieme, Stuttgart / New York 2006, ISBN 3-13-117782-9.
- als Hrsg.: Tabakabhängigkeit : wissenschaftliche Grundlagen und Behandlung. Kohlhammer, Stuttgart 2006, ISBN 3-17-018617-5.
- Anil Batra, Gerhard Buchkremer: Tabakentwöhnung : ein Leitfaden für Therapeuten. Kohlhammer, Stuttgart 2004, ISBN 3-17-017614-5.
- mit Andreas Heinz: Neurobiologie der Alkohol- und Nikotinabhängigkeit. Kohlhammer, Stuttgart 2003, ISBN 3-17-017250-6.
- als Hrsg.: Die therapeutische Vielfalt in der Depressionsbehandlung. Springer, Berlin u. a. 2001, ISBN 3-540-42072-X.
- Tabakabhängigkeit : biologische und psychosoziale Entstehungsbedingungen und Therapiemöglichkeiten. Steinkopff, Darmstadt 2000, ISBN 3-7985-1212-4.